# Cilicis
Els cilicis en grec antic Κίλικες) eren un poble que va habitar la regió de Cilícia. Segons Heròdot s'anomenaven hipaquis, en una època molt antiga i després van rebre el nom de cilicis de Cílix, el fill d'Agènor i net de Posidó. Segons aquesta tradició eren d'ètnia fenícia.
Els cilicis, segons Estrabó, eren d'origen pelàsgic amb influències de la cultura micènica, i es van hel·lenitzar a partir del segle iv aC, i especialment al segle iii aC sota domini selèucida. Es considera que la regió havia estat poblada pels hitites, (els hipaquis que menciona Heròdot) que en aquella part parlaven la llengua luvita.
Eren un poble mariner, i durant la invasió de Grècia per Xerxes I de Pèrsia, van proporcionar 100 naus per a l'atac, comandades pel seu rei Siennesis II. Més tard, es van fer famosos per la seva activitat com a pirates, els famosos pirates cilicis, que van començar la seva activitat després del 140 aC i no es va acabar fins després del 67 aC.
Ciceró l'any 50 aC els situa només a les zones muntanyoses del país i diu que la resta s'havia hel·lenitzat. Van desaparèixer a la plana però van sobreviure a les muntanyes occidentals unificant-se amb els isauris.